# حسین گیل
عبدالحسین گیل (زادهٔ ۳ مهر ۱۳۱۹ در تهران) بازیگر پیشین سینما و تلویزیون اهل ایران است.

## زندگی
حسین گیل در ۳ مهر ۱۳۱۹ در تهران زاده شد. وی بازی در سینما را از سال ۱۳۴۴ با نقش کوتاهی در «رانندگان جهنم» به کارگردانی «رضا فاضلی» آغاز کرد. او همچنین مدیر و مؤسس شرکت سینمایی «طلوع فجر» در دوران جنگ بوده‌است.

### پس از انقلاب
حسین گیل که در نقش‌های منفی فیلم‌های سینمای پیش از انقلاب ظاهر می‌شد، پس از انقلاب به جمع انقلابیون پیوست، وی که از ورزشکاران رزمی بود و با تسلطی که به فنون رزمی داشت به سربازان سپاه آموزش دفاع شخصی داد و در زمان شروع جنگ ایران و عراق به جبهه رفت.
بعدها به پاس آنچه که «خدمات بی شائبه به انقلاب اسلامی در عرصه جنگ» نامیدند، به وی درجه سرداری داده شد. او از سینما فاصله نگرفت و در چند فیلم به دور از نقش‌های گذشته اش در سینما به ایفای نقش و بازیگری پرداخت.

## فیلم‌شناسی

### سینما
| ردیف | نام                                    | سال  |
| ---- | -------------------------------------- | ---- |
| ۱    | شارلاتان                               | ۱۳۴۵ |
| ۲    | رانندگان جهنم                          | ۱۳۴۵ |
| ۳    | سوغات فرنگ                             | ۱۳۴۶ |
| ۴    | یک آمریکایی در ایران                   | ۱۳۴۶ |
| ۵    | شب فرشتگان                             | ۱۳۴۷ |
| ۶    | سالار مردان                            | ۱۳۴۷ |
| ۷    | گربه را دم حجله می‌کشند                 | ۱۳۴۸ |
| ۸    | دنیای آبی                              | ۱۳۴۸ |
| ۹    | آخرین مبارزه                           | ۱۳۴۸ |
| ۱۰   | قهرمانان نمی‌میرند                      | ۱۳۴۹ |
| ۱۱   | طوقی                                   | ۱۳۴۹ |
| ۱۲   | وحشی جنگل                              | ۱۳۵۰ |
| ۱۳   | سه قاپ                                 | ۱۳۵۰ |
| ۱۴   | حیدر                                   | ۱۳۵۰ |
| ۱۵   | پل                                     | ۱۳۵۰ |
| ۱۶   | مرد                                    | ۱۳۵۱ |
| ۱۷   | ساعت فاجعه                             | ۱۳۵۱ |
| ۱۸   | دشنه                                   | ۱۳۵۱ |
| ۱۹   | مکافات                                 | ۱۳۵۲ |
| ۲۰   | مردها و نامردها                        | ۱۳۵۲ |
| ۲۱   | غول                                    | ۱۳۵۲ |
| ۲۲   | سراب                                   | ۱۳۵۲ |
| ۲۳   | دشمن                                   | ۱۳۵۲ |
| ۲۴   | بندری                                  | ۱۳۵۲ |
| ۲۵   | یاور                                   | ۱۳۵۳ |
| ۲۶   | نبرد عقاب‌ها                            | ۱۳۵۳ |
| ۲۷   | صلات ظهر                               | ۱۳۵۳ |
| ۲۸   | شکست ناپذیر                            | ۱۳۵۳ |
| ۲۹   | بنده خدا                               | ۱۳۵۳ |
| ۳۰   | ابرمرد                                 | ۱۳۵۳ |
| ۳۱   | مجازات                                 | ۱۳۵۴ |
| ۳۲   | کینه                                   | ۱۳۵۴ |
| ۳۳   | غرور و تعصب                            | ۱۳۵۵ |
| ۳۴   | پیش‌کسوت                                | ۱۳۵۵ |
| ۳۵   | پشمالو                                 | ۱۳۵۵ |
| ۳۶   | غربتی‌ها                                | ۱۳۵۶ |
| ۳۷   | حرمت رفیق                              | ۱۳۵۶ |
| ۳۸   | سفر سنگ                                | ۱۳۵۶ |
| ۳۹   | به دادم برس رفیق                       | ۱۳۵۷ |
| ۴۰   | موشک سری (محصول مشترک ایران و هالیوود) | ۱۳۵۷ |
| ۴۱   | پلاک                                   | ۱۳۶۴ |
| ۴۲   | جمیل                                   | ۱۳۶۶ |
| ۴۳   | مسافران مهتاب                          | ۱۳۶۶ |
| ۴۴   | شب بیست و نهم                          | ۱۳۶۸ |
| ۴۵   | هفت گذرگاه                             | ۱۳۷۴ |
| ۴۶   | پاتک                                   | ۱۳۷۴ |
| ۴۷   | اعاده امنیت                            | ۱۳۷۴ |
| ۴۸   | تهاجم                                  | ۱۳۷۵ |
| ۴۹   | فراربزرگ                               | ۱۳۷۶ |

### تلویزیون
| سال       | نام                    | کارگردان      | توضیحات                                                                                              |
| --------- | ---------------------- | ------------- | --- |
| ۱۳۸۰      | حمله‌دار                | جعفر سیمایی   | شبکه ۳                                                                                               |
| ۱۳۷۴–۱۳۷۵ | تنهاترین سردار         | مهدی فخیم‌زاده | شبکه ۱ در نقش(ابن عباس)                                                                              |
| ۱۳۵۸–۱۳۶۶ | هزاردستان              | علی حاتمی     | در نقش «سید مرتضی»                                                                                   |
| ۱۳۵۰      | ایران در جنگ جهانی دوم | جعفر توکل     | «رفیع حالتی»، «فیروز بهجت‌محمدی» و «محمد مطیع» هم در این مجموعه مستند تلویزیونی ۱۲ ساعته حضور داشتند. |